# Варіації поля
У геральдиці варіаціями поля є будь-який із ряду способів, яким поле (або гербова фігура) може бути покрита візерунком, а не звичайною тинктурою або простим поділом поля.

## Блазонування французьких прикметників в англійській геральдиці
Варіації поля представляють особливу проблему щодо послідовного опису закінчень прикметників в англійських гербах. Оскільки геральдика розвивалася в той час, коли англійські клерки писали англо-нормандською французькою мовою, багато термінів в англійській геральдиці мають французьке походження, як і практика розміщення більшості прикметників після іменників, а не раніше. Виникає проблема щодо прийнятного написання французьких слів, які використовуються в англійських гербах, особливо у випадку закінчень прикметників, які визначаються у звичайному французькому вживанні за родом і числом. Деякі геральдичні авторитети вважають педантизмом прийняти суворо правильне мовне використання англійських гербів:
«Описувати два герба як appaumées, оскільки слово «main» у французькій мові жіночого роду, дещо відчувається педантизмом. Людина може бути хорошим армігером і стерпним французьким вченим, і все ще не знати, чи раковину, покриту безантами, слід клеймити як bezanté чи bezantée».
Кюссанс (1898) прийняв конвенцію про написання всіх французьких прикметників у чоловічому роді однини, незалежно від роду та числа іменників, які вони кваліфікують; однак, як визнає Кюссанс, звичайні звичаї писати всі французькі прикметники у формі жіночого роду однини, наприклад: a chief undée і a saltire undée, хоча французькі іменники chef і sautoir насправді чоловічого роду.

## Візерунок із звичайними та підлеглими
Зменшувальні слова звичайних часто використовуються, щоб змінити область.
Будь-який з цих шаблонів може бути змінений додаванням лінії поділу; наприклад, протизмінений срібний і синій на шахівницю, а зустрічні зміннічервінь і золото - на шеврон.

### Смуги, палі, перев'язи

Щит із десяти срібних і червоних смуг

Щит тричі срібно-червоно розтято

Коли поле складається з парної кількості горизонтальних смуг, це описується як смуги, наприклад, з шести або восьми, зазвичай із зазначеним кольором і металом, наприклад, шістьсрібних і червоних смуг (це означає, що найперша смуга - срібна). З десятьма або більше фігурами поле описується як невиразні смуги. Поле з вузькими вістрями по всій площі, що виходить або зправа або зліва щита, є смуги вістрь.
Коли поле складається з парної кількості вертикальних смуг (стовпів, паль), поле описується як розтяте багато/кілька разів.

Щит кілька раз синьо-срібно скошений

Щит двічі чорно-срібно скошено зліва

Щит кілька раз золото-червоно шевроновано

Коли поле складається з ряду діагональних смуг (перев'язів), що йдуть від верхнього правого до нижнього лівого, поле описується як кілька раз скошений. У протилежному варіанті (від зверху зліва до низу зправа) це кілька раз скошено зліва; з шевронами - шевронований. Незвичайним прикладом скошення є той, у якому метал чергується з двома кольорами.
У сучасній практиці кількість смуг майже завжди парна. Щит із тринадцяти вертикальних срібно-червоних смуг, не буде тринадцять раз срібно-червоно розтято, а срібним щитом із шістьма стовпами червоного кольору. Це нижня частина щита на Великій печатці Сполучених Штатів Америки. У будь-якому випадку зазвичай використовується неправильний герб, щоб зберегти посилання на тринадцять оригінальних колоній, і ця форма іноді імітується алюзійно. Один незвичайний дизайн частково описується як тричі скошено, хоча, оскільки кожна третя знову розділена, наявний ефект поділу на шість частин.
Якщо кількість частин не вказана, вона може бути залишена на розсуд геральдичного художника, але маэ бути парною.
Приклад балок... паль чорної, срібної, блакитної та золотої зустрічається в гербі 158-го інтендантського батальйону армії Сполучених Штатів, хоча це нетипова термінологія, і можна стверджувати, що балка має бути позначено як стовп.
У сучасному гербі графа Шварцбурга чверті розділені хрестовим вигином із трьох кольорів.
Коли щит розділений двома лініями, розтято та скошено фігурами по черзі, як шахова дошка, це кілька раз розтято і скошено якщо діагональні лінії зворотні, кілька раз розтято і скошено зліва.  Якщо використовуються горизонтальні, а не вертикальні лінії, то це є кілька раз перетято і скошено; а коли зліва - то кілька раз перетято і скошено зліва.
Поле, яке, здається, складається з кількох трикутних шматків, є кілька раз перетято і скошено зправа і зліва.

### Шахівниця

Золото-сня шахівниця, знаменитий середньовічний герб де Варенна, графа Суррея, нині четвертований герцогом Норфолкським. Фактично це синє поле з золотими шашками з першою шашкою, розміщеною праворуч щита

При поділенні вартикальними і горизонтальними лініями на картатий малюнок поле є шаховим. Герб Хорватії, червоно-срібна шахівниця є добре відомим прикладом шахівниці. На гербах «Блейхредера, банкіра до Бісмарка» зображено шашки, розділені тонкими лініями. На гербі 85-ї повітряної дивізії (оборони) ВПС Сполучених Штатів на частині поля відображається «каркасна сітка», хоча її слід відрізняти від «шахівниці». Кількість квадратів, як правило, невизначена, хоча пояс на гербі Роберта Стюарта, лорда Лорна, вони позначаються як «чотири тракти» (чотири горизонтальні ряди); і в гербі Толедо зазначено п'ятнадцять шашок. Також можна вказати кількість вертикальних рядків. Коли є скошення справа чи зліва, або разом, шашки робляться у напрямку скошення, якщо не вказано інше. Джеймс Паркер цитує французький термін equipolle, що означає шахівницю з дев’ятьма, хоча згадує, що це ідентичний хресту, пронизаному на чверть (як не дивно, але в гербах Статистичного товариства Канади це позначено як «латинська квадратна шахівниця з дев’яткою»). Він також наводить герб Проспекта як незвичайний приклад шахівниці, шашки в перспективі срібляного і соболиного; який слід відрізняти від квадратів як геральдичних фігур. Шахівниці не «вигадливі»; тобто рядки квадратів не можуть бути змінені рядками розділу.

### Ромбоподібне і ромбоване поле
Коли щит поділяється як скошеннями зправа і зліва, утворюючи поле ромбів, забарвлених як шахова дошка, результат виходить ромбоподібне поле. Ромбоване поле слід відрізняти від геральдичної фігури «ромб»; це означає, що поле повністю складається з ромбів, які торкаються своїми тупими кутами. Таку композицію краще оформляти у вигляді квадратів. У розтято-скошеному полі лінії згину повинні бути менш гострими, ніж у звичайному ромбі.
Частина герба 544-ї групи розвідки, спостереження та розвідки ВПС Сполучених Штатів є ромбоподібною в перспективі.
Дуже важко відрізнити ромбоване поле від промбоподібного; передбачається, що горизонталь буде пропорційно вужчою, ніж ромб, і тому лінії скошення мають більш крутий нахил.
Ромбоване поле повністю складається з ромбів; тобто ромби, мають класичну форму – це створює суцільну ромбову поверхню, і її слід відрізняти від ромбоподібного поля.
Надзвичайно рідкісний, можливо, унікальний приклад ромбованого поля з отворами змінених кольорів - зустрічається в канадській геральдиці в гербі RC Purdy Chocolates Ltd.

### Клинчасте поле

Золото-чоний клинчастий щит, герб Кемпбелла

Щит, розділений на чверті та андріївський хрест, утворюючи вісім трикутних частин, є клинчастим. Технічно це поле, вкрите «клинами», рідкісною фігурою у вигляді клина, окремо показаним на добре відомому гербі Мортімера. Ймовірно, найвідомішим прикладом є стародавня шотландська родина Кемпбеллів: Золото-чоний клинчастий щит, який вживав герцог Аргайл, глава клану Кемпбелл. Перший колір на гербі — це колір трикутника в головній чверті. Клинчасте поле також може мати іншу кількість частин, ніж вісім; наприклад, сер Вільям Стоккер, лорд-мер Лондона, мав клинчастий щит з шести клинів; може бути клинчастість десяти або дванадцяти фігур, а герби Клаксона надають приклад гіронії шістнадцяти.  У той час як клини майже завжди зустрічаються в точці пояса, точному центрі щита, герб Університету Зулуленду є незвичайним прикладом зустрічі клинів у точці номбріл, точці на щиті посередині між точкою поясом і базовою точкою. Клинчастість може бути змінена більшістю рядків розділу, за винятками, таких як ламані та супроводжені у кутах. На клинчастомупромовистому гербі Могірона зображено шість клинів, явно названий mal-gironné («поганий клин»).

### Варіації ліній
Будь-яка з ліній поділу, що складають варіанти поля вище, може бути позначена більшістю різних форм ліній; наприклад шість раз срібно-чрно перетято хмарно. Одним із дуже поширених видів використання цього є хвилясті сині та срібні кольори; це часто використовується для зображення або води, або водойми загалом, або моря зокрема, хоча є й інші, якщо рідше використовуються, методи зображення моря, у тому числі більш натуралістичним способом.

## Усіяне поле

Середньовічний герб Франції: усіяне золотими ліліями синє поле

Коли поле описується як усіяне або усіяне фігурами, воно зображується як засіяне багатьма копіями певної фігури. Усіяність розглядається як частина поля і, таким чином, у початковій частині герба, що описує поле перед першою комою. Таким чином: синє усіяне золотими ліліями. Якщо зверху буде зображено фігура геральдична фігура, то: синє усіяне золотими ліліями із срібним поясом.
Щоб уникнути плутанини з простим використанням великої кількості однакових фігур (наприклад, у синьому полі п'ятнадцять золотих лілій), усіяність фігур ідеально зображено зрізаним на краю поля, хоча на старих зображеннях це часто не так. Приклад цього можна знайти в сучасному гербі Данії, на якому зараз зображено трьох левів серед дев’яти сердець, але стародавні герби зображували трьох леопардів на усіяному серцями полі, кількість яких змінювалась і не була фіксованою на рівні дев’яти до 1819 рік. Існують також деякі винятки з цього правила, як у випадку з деякими облямівками, що описані як «усіяні», але зазвичай зображуються з певною кількістю (часто вісім) фігур. Так, наприклад, герб коледжу Ісуса в Кембриджі, який, незважаючи на «усіяний» герб, незмінно зображений із восьми або десятьма «золотими коронами» на рамці. Вважається, що велика кількість (зазвичай вісім) будь-якої одної фігури, розташованих так, ніби на невидимій межі, знаходиться на внутрішній облямівці (зменшувальній смузі всередині межі).
Більшість невеликих фігур можна зобразити як усіяність, наприклад, усіяність трояндами, усіяність зірками тощо. В англійській геральдиці кілька типів невеликих фігур мають спеціальні терміни для позначення їх стану як усіяність:
- усіяність перехрещеними хрестами: crusily
- усіяність геральдичними ліліями: semé-de-lis
- усіяність безантами: bezanté
- усіяність тарілками: platé
- усіяність квитками: billeté
- усіяність аннулетами: annuletty
- усіяність іскрами: étincellé ;
- усіяність краплями: gouttée / guttée, з варіантами:[26]
  - Guttée-de-sang (кров, красний)
  - Guttée-de-poix (смола, чорний)
  - Guttée-d'eau (вода, срібний)
  - Guttée-de-larmes (сльози, блакитний)
  - Guttée-d'olives (маслини, зелений)
- усіяність кільцями: tortelly

Коли усіяне поле виготовлене з металу, геральдичні фігури, розсипані на ньому, повинні бути кольорові, і навпаки, щоб не порушити правило тинктор.

На гербі Рогашки Слатіни, Словенія 1995-2002 років зображено зелене поле, усіяне золотими дисками, що зменшується в розмірі від основи до голови.
Геральдичне хутро сімейства горностаєвих виглядає як усіяне «горностайними крапками» поле, але вони не враховуються як такі. Поля напівгорностаєвих плям – це коли горностаєві плями знаходяться на фоні, відмінному від срібного.

## Замурований

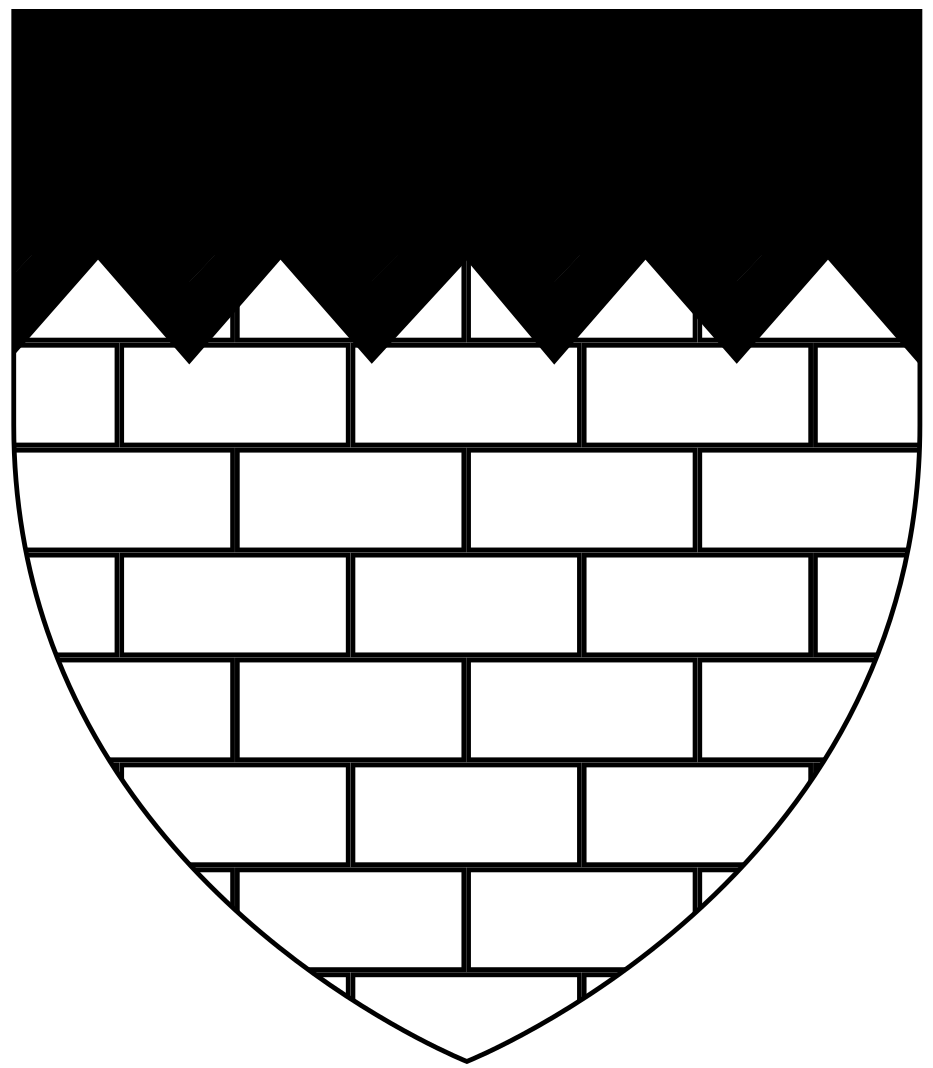
Срібна кладка чорного кольору, із зубчатою чорною главою. Герб Рейнела з Девона, Англія

Муроване поле має малюнок, схожий на цегляну або кам’яну стіну. Це може бути "правильний" або названий колір. Колір належить до розчину між камінням або цеглою, причому остання є срібною: таким чином зображена стіна з червоної цегли з білим розчином описується як червона кладка срібного кольору.

## Стільниковий
Місто Віляні, Латвія, має частину свого поля, у вигляді сот. Іншим прикладом такого герба є герб Фусагасуги, Кундинамарка, Колумбія.

## Складки
На гербі батальйону спеціального призначення 2-ї бригади 1-ї кавалерійської дивізії армії Сполучених Штатів є унікальне поле зі стилізованими складками у вигляді блискавки, зліва поля, що символізує накидку воїна.

## Паппеллони

Лусковане поле. Герб барона де Шатобріана (стародавній)

Поле у лусці показує візерунок, схожий на луску, хоча належить до категорії хутра. Іноді визначається кількість рядів луски, наприклад, сім у родині Алеберічі з Болоньї. Стародавнім гербом французьких баронів де Шатобріана були червона з золотим краєм луска. Італійський термін squamoso та французький écaillé, що означає «лускатий», схожі.

## Клеймо
Використовується в деяких південноафриканських гербах, це означає, що має візерунок, схожий на мітку бика чи корови. Є й інші приклади південноафриканської геральдики, які мають більш витончений опис.

## Пшеничне поле
Пшеничне поле повністю покрите (буквально «килимове покриття») переплетеним стилізованим візерунком, схожим на пшеничне поле.

## Дамаскування

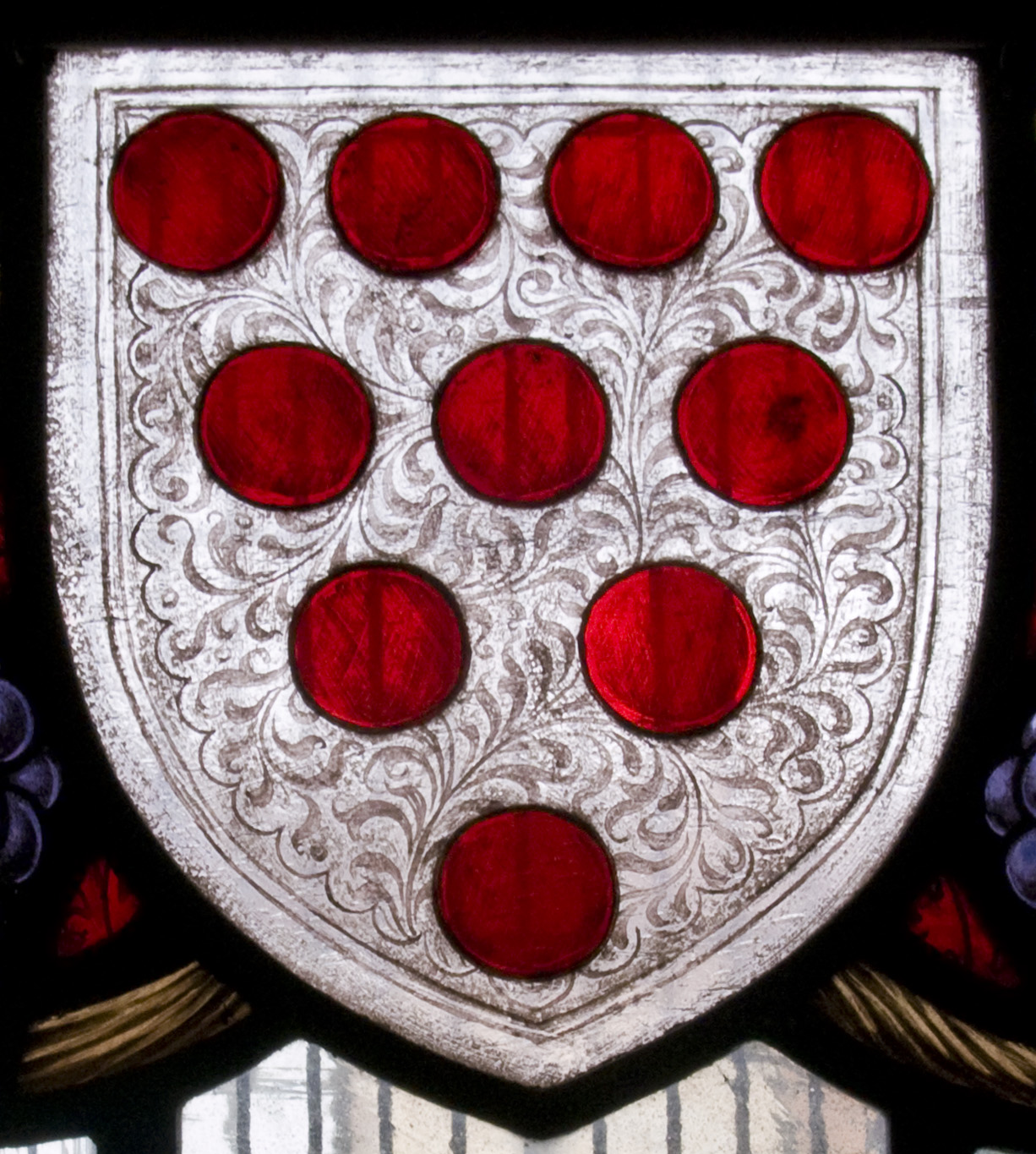
Дамасковане поля щита Вустерської єпархії: на срібному полі десять тортів чотири три два і один

В англійській геральдиці дамаскування або покриття ділянок плоского кольору ажурним малюнком не вважаються варіацією поля; воно не вказано в описі герба, оскільки є рішенням окремого художника. Герб, зображене з дамаскуванням, вважається таким же, як і герб, зроблений з того самого герба, але без дамаскування.
У французькій геральдиці дамаскування іноді зображене явно.

## Решітка та ґрати
Решітчате поле складається з бленлетів і лівих бленлетів або «скарпів», що накладені один на одного, щоб створити враження шпалери. Хоча майже завжди бранлети й шкарпи мають один і той же колір, є приклад, коли вони з двох різних металів. Рідко вказується кількість елементів решітки, хоча на французькому гербі це іноді робиться. Фігури решітки дуже рідко бувають іншими, ніж прямі, як у гербі Девіда Роберта Вутена, в яких вони гнуті. Об’єкти можна розташувати в положенні бленлетів і лівих бленлетів і описувати їх як «решітку», як у гербі комісарів міста Муйне Бхіг: решітка з гілок терну з власним листком. Квадратна решітка так само складається з перехрещень.
Ґрати з’являється в гербі Люка-Нормана Тельє, де вони складається з переплетених «бендлетів, лівих бендлетів і барулетів».  Це, строго кажучи, не варіації поля, оскільки вони зображені як на полі, а не в ньому.